# Slunečnice topinambur
Slunečnice topinambur (Helianthus tuberosus), starším názvem topinambur hlíznatý, zkráceně jen topinambury (podst. jm. pomnožné), lidově zvaná židovské brambory nebo řidčeji také jeruzalémské artyčoky, je bylina z čeledi hvězdnicovitých. Je to nepůvodní druh květeny ČR.

## Nomenklatura
Helianthus tuberosus L.,  1753
Taxonomická synonyma
=Helianthus esculentus Rottb.,  1778
=Helianthus esculentus Warsz. in Otto & A.Dietr.,  1852
=Helianthus tomentosus Michx.,  1803
=Helianthus tuberosus var. subcanescens A. Gray,  1884
=Helianthus subcanescens (A. Gray) E. Watson,  1929
=Helianthus tuberosus var. albus Cockerell,  1919
=Helianthus tuberosus var. purpurellus Cockerell,  1919

## Popis
Slunečnice topinambur je morfologicky podobná slunečnici roční, ale květenstvím jsou drobnější úbory dosahující průměru až 10 cm. Přímá lodyha dorůstá výšky 1,2–3 m a v horní části se větví. Je obrostlá až 1 mm dlouhými bělavými, na bázi načervenalými chloupky. Listy jsou na spodní části lodyhy vstřícné, na vrcholu rostliny spíše střídavé. V zimě lodyhy uschnou ve stoje (listy z větší části zetlí a opadají), čímž vzniká porost překvapivě pevných, rovných „prutů“.
Protáhlé hlízy se zvrásněným povrchem a tenkou slupkou jsou pevně přirostlé ke stolonům (podzemním výhonkům), což je jednou z hlavních příčin, proč je pěstována pouze omezeně. Po vytvoření hlíz získává rostlina značnou obrůstací schopnost. Výnos z 1 m² je 4–7 kg hlíz.

## Etymologie
Název topinamburů je odvozen od jména jihoamerického indiánského kmene Tupinambů, od nichž je v 16. století získali francouzští námořníci a kolonisté v Brazílii.

## Areál rozšíření
Slunečnice topinambur pochází ze Severní Ameriky. Přirozený areál rozšíření sahá od jižní Kanady po Mexiko, je však pěstována a zplaňuje i v jiných částech světa včetně Evropy. V České republice se vyskytuje roztroušeně až často zejména v nižších, teplejších polohách.
Do Evropy byly topinambury dovezeny v 16. století z Mexika nebo z Brazílie, nejprve patrně do Francie.

## Stanoviště
Rostlina je nenáročná na podmínky prostředí, snáší vlhké i suché polohy, hlízy nejsou poškozovány ani silnými mrazy, je proto vhodná k pěstování i v podhorských a horských oblastech. V Česku zplaňuje zejména na březích řek, v příkopech, na mezích i na místech nedávných zemních prací. Pokud rostliny zplaňují, mohou se nevhodně šířit; patří mezi invazivní rostliny.

## Použití

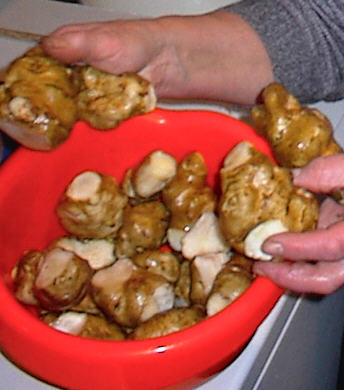
Hlízy slunečnice topinamburu

Dříve se pěstovala jak k jídlu, tak jako krmivo, zejména lesníky pro černou zvěř. V současné době se začíná její pěstování ve světě obnovovat vzhledem k obsahu dietně příznivého polysacharidu inulinu. Kromě toho hlízy obsahují též vitamíny A, B1, B2, C a D. Největším pěstitelem v Evropě je Francie, odkud se do Evropy šířila do konce 16. století jako potravina, kterou později vytlačily brambory.
Topinambury nejsou náročné na předplodinu, samy jsou předplodinou zaplevelující. Víceletým pěstováním (část hlíz se ponechává v půdě jako sadba) se problém zaplevelení řeší, ale zhoršuje se vzcházivost v důsledku nerovnoměrného uložení hlíz, zhutňování půdy i zdravotního stavu rostlin. Půda se připravuje podobně jako pro brambory, dobře reaguje na hnojení organickými hnojivy. Sázet lze topinambur na podzim i na jaře.
Vzdálenost řádků je 60–75 cm, vzdálenost hlíz v řádku 30–45 cm, hloubka sázení 6–10 cm. Počet hlíz je 50 000 na hektar, potřeba sadby při hmotnosti hlíz 30–60 g je 2–2,5 t. Při pěstování na produkci biomasy se zakládá víceletá kultura. Je možné sklízet dvě seče, první počátkem července. Sklizeň se provádí běžnými nadzemními řezačkami. Hlízy se ponechají přes zimu v půdě. Hlízy i zelená hmota jsou dobře silážovatelné. Dobré jako pícnina pro dobytek.
Pokud topinambury pěstujeme v malém a kvůli hlízám (syrové chutnají mírně oříškově), doporučuje se vysazovat je každý rok znovu (ponechají-li se hlízy v zemi, vytváří se množství malých hlíz). Pokud se vysazují na jaře, pak co nejdříve, aby rostliny stihly vyrůst, pokud na podzim, tak co nejpozději, aby nestihly do zimy vyrašit, protože by nadzemní část zmrzla. Zalévat je třeba hlavně v srpnu a v září, když tvoří hlízy (narůstají nejvíce v září a říjnu). Hlízy se sklízejí na podzim, ale protože jsou mrazuvzdorné, můžeme je nechat v zemi přes zimu a sklízet podle potřeby. Kvetou až koncem léta a na podzim, poskytují pozdní pastvu včelám. Semena v Česku nestihnou dozrát, množí se hlízami. Protože topinambury produkují množství organické hmoty, hodí se do kompostu, lze je využít jako krmivo pro domácí zvířata a díky výšce jako pohledovou clonu (soukromí, zakrytí méně vzhledných míst atp.), k zastínění nebo jako oporu pro fazole či jiné pnoucí byliny.

## Léčivé účinky
Topinambury jsou velmi vhodné pro diabetiky, protože neobsahují škrob, kterého je mnoho v bramborách, ale diabeticky vhodný inulín, dále železo, křemík, draslík a vitamín C.[zdroj?]
Topinambur díky inulinu a pektinu pomáhá snižovat hladinu cholesterolu v organismu, reguluje krevní tlak, chrání játra a ledviny. Ze stejných důvodů pomáhá organismu zbavit se různých jedů, a také rakovinotvorných těžkých kovů a toxinů organického původu. Pomáhá též zvyšovat odolnost organismu při infekcích.[zdroj?]